# Тиет
| V39 |

| V39 |

Тиет (Тет) — древнеегипетский символ богини Исиды, его точное происхождение неизвестно. Олицетворяет жизнь и имеет три петли.
Во многих отношениях напоминает анх, за исключением горизонтальных перекладин, которые опущены вниз. Его значение также напоминает анх, как это часто переводится, означает «благополучие» или «жизнь».

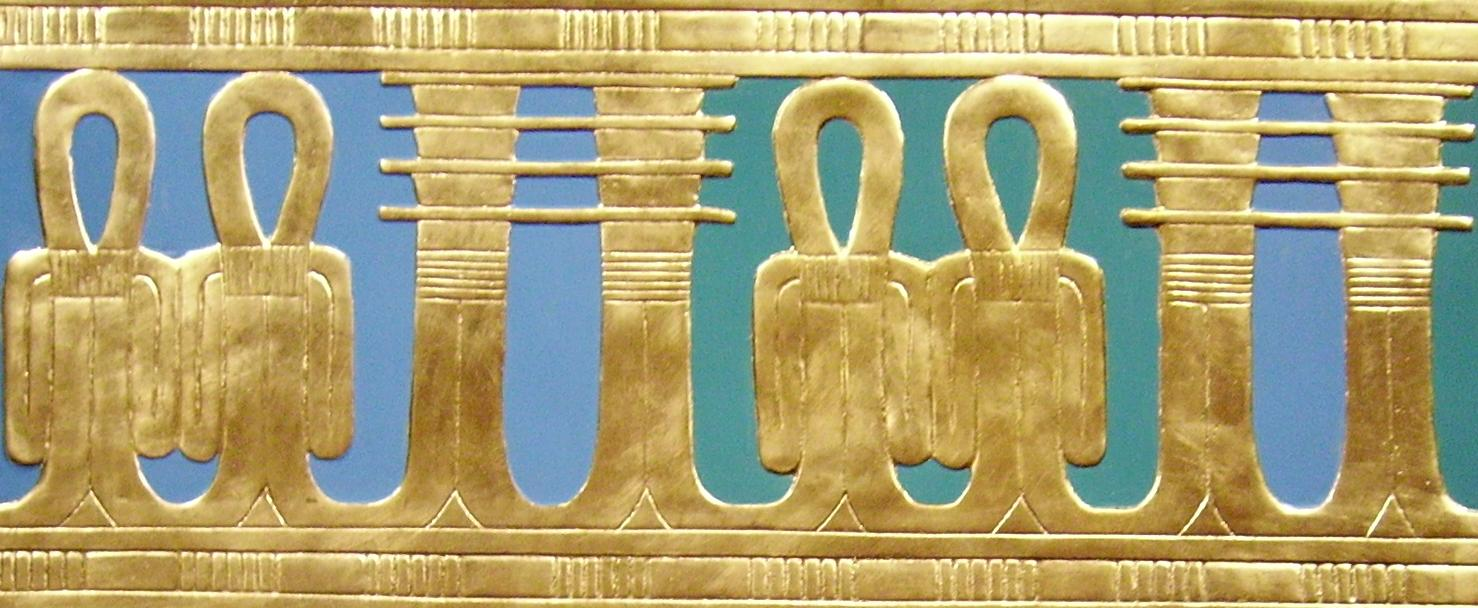
Джеды и тиеты на внешней стороне саркофага. Фрагмент саркофага из гробницы Тутанхамона.

Также, имеет название «узел Исиды», потому что похож на узел, используемый на одежде, которую носили египетские боги. В некоторых энциклопедиях указано, что он символизировал узел её пояса. Название «кровь Исиды» является менее понятным (но его часто использовали в качестве погребального амулета из красного камня или стекла).
Также называется: тиет, тет, узел Изиды, пряжка Изиды, пояс Изиды и кровь Изиды.